# Шиизм в Сирии
Шиизм в Сирии представлен традиционным имамизмом, а также гулатскими сектами алавитов и исмаилитов (друзы в этой статье затрагиваться не будут). Согласно докладу Госдепартамента США по религиозной свободе в мире за 2011, эти 3 группы составляют 13% населения Сирии.

## Алавизм
Алавиты — гулатская синкретическая секта. Вторая по численности религиозная группа после суннитов. Голландский востоковед Николаос Ван Дам оценивает их численность в 11.5% от населения Сирии. В 1516, когда Османы обрели контроль над Левантом, алавиты стали подвергаться гонениям и пережили крупную резню, жертвами которой стали 9400 человек. С 1571 по османскому указу с них стала взиматься джизья. Несмотря на попытки Османов обратить их в суннизм, они продолжали жить автономно, сохраняя свою идентичность. В 1806, 1811 и 1852 алавиты предпринимали провалившиеся попытки восстания против Османов. В конце 19 века предпринятые турками реформы самоуправления несколько улучшили их положение. После прихода французских властей часть алавитов во главе с шейхом Салехом аль-Али подняли восстание против французов, но большая часть алавитов относилась к французским властям положительно. Франция создала алавитам своё автономное Государство алавитов, однако позже ликвидировала автономию, проигнорировав обращение множества алавитских шейхов (среди которых был дед Башара аль-Асада Али Сулейман аль-Асад) к Леону Блюму не делать этого из опасений религиозных преследований суннитским большинством в едином государстве. В независимой Сирии алавиты стали одними из основателей пришедшей к власти, свергнув монархию, республиканской националистической партии Баас. В 1966 алавиты захватили власть в партии через путч, а в 1966 власть захватило крыло Асада, поборов других офицеров-алавитов из руководства, находящееся у власти до сих пор. В ходе гражданской войны в Сирии алавиты стали объектом для геноцида со стороны радикалов сирийской оппозиции, а также участвовали в антисуннитских чистках сами.

## Исмаилизм
Исмаилизм представлен низаритами. Неофициальной их столицей считается Саламия (откуда они переселились из Латакии на земли, выделенные им для проживания султаном Абдул-Хамидом II), откуда пошло учение имама Абдуллаха ибн Мухаммада ибн Исмаила, что дало начало халифату Фатимидов, позже разгромленному Мамлюкским султанатом. Численность в Сирии — ок. 200 тысяч человек.

## Имамизм
Мусульмане-рафидиты составляют крайне незначительную, не учитывая беженцев из Ирака, часть населения (по данным египетского Центра им. Ибн Халдуна по изучению общественного развития (араб. مركز ابن خلدون للدراسات الإنمائية‎) они составляют 1% населения, по другим оценкам — 2%), сконцентрированы по большей части в населённых пунктах Нубболь, эз-Захра, аль-Фуа и Кафрайя и меньшей частью в других (Умм аль-Амад, Джунайнат, эр-Рабва, ад-Дальбуз, Босра, эль-Джура в Старом городе Дамаска). В Сирии располагаются несколько священных мест, имеющих для рафидитов большое значение: Мечеть сейиды Рукайи, Мечеть сейиды Зейнаб, мечеть эн-Нукта и уничтоженная боевиками Исламского государства Мечеть Увайса аль-Карани. Также у рафидитов Сирии есть своя хауза.